# Cynorta posticata
Cynorta posticata is een hooiwagen uit de familie Cosmetidae.